# Nová Pláň
Nová Pláň é uma comuna checa localizada na região de Morávia-Silésia, distrito de Bruntál‎.